# Ranunculina
Ranunculina es un inestable glucósido encontrado en las plantas de la familia de los ranúnculos (Ranunculaceae). En maceración , por ejemplo, cuando está herida la planta, enzimáticamente se descompone en glucosa y la toxina protoanemonina.

Protoanemonina, el producto de descomposición de ranunculina